# Філіпп V Македонський
Філіпп V Македонський (238 до н. е. — 179 до н. е.) — син Деметрія II Етолійського з династії Антигонідів, з 221 до н. е. цар Македонії.

## Життєпис
Як особистість Філіпп був жорстокою і підозрілою людиною. Досвідчений дипломат і добрий полководець.
Розпочав нову союзницьку війну, в ході якої Македонія спільно з Ахейським союзом вела боротьбу з еолійцями, що завершився миром 217 року до н. е.
Під час штурму Фів у 217 до н. е. Філіпп V отримав повідомлення, що римляни програли Ганнібалу біля Тразіменського озера. Він уклав мир з етолійцями, щоб втрутитись у боротьбу з римлянами за іллірійські володіння.
У 217 до н. е. Філіпп V уклав антиримський договір з Ганнібалом. Влітку 214 до н. е. македонський флот із 120 кораблів з'явився біля узбережжя Іллірії. Ці події стали початком Першої Македонської війни.
В 202 до н. е. уклав договір з Антіохом III. Метою договору був поділ єгипетських територій.
В останні роки свого життя наказав стратити свого сина Деметрія, підозрюючи його у стосунках з римлянами. Своїм наступником проголосив родича Антигона, в обхід своїх рідних синів. Однак після смерті басилевса владу захопив його старший син — Персей.